# Complementariedad institucional
La complementariedad institucional se refiere a situaciones de interdependencia entre instituciones. Este concepto se utiliza con frecuencia para explicar el grado de diversidad institucional que se puede observar en los sistemas socioeconómicos y dentro de ellos, además de sus consecuencias sobre el desempeño económico. En particular, el concepto de complementariedad institucional se ha utilizado para ilustrar por qué las instituciones se resisten al cambio y por qué la introducción de nuevas instituciones en un sistema podría conducir a consecuencias no deseadas, a veces subóptimas.

## Modelos de complementariedad institucional
El concepto de complementariedad institucional inicialmente ha tenido profundas raíces en las ciencias sociales. Sin embargo, mientras que el enfoque sociológico de la interdependencia de diferentes instituciones ha dejado las acciones de los individuos en gran medida fuera del análisis, el enfoque moderno, desarrollado principalmente por economistas, se ha basado en el análisis de las limitaciones que enfrentan las acciones de los individuos que actúan en diferentes dominios de elección. Este enfoque ha encontrado aplicaciones en una amplia gama de esferas institucionales, que van desde el gobierno corporativo y las relaciones laborales hasta variedades de capitalismo y reformas políticas. También se han desarrollado modelos formales para estudiar la naturaleza y las consecuencias de la complementariedad institucional. 
El modelo canónico de complementariedad institucional se debe a Masahiko Aoki y se basa en la teoría de juegos supermodulares desarrollada por Paul Milgrom y John Roberts. La estructura básica del modelo adopta la siguiente forma:
Considere un entorno con dos dominios institucionales, A y B, y dos conjuntos de agentes, C y D, que no interactúan directamente entre sí. Sin embargo, una institución implementada en un dominio afecta paramétricamente las consecuencias de las acciones tomadas en el otro dominio. Por ejemplo, A puede asociarse con el tipo de estructura de propiedad que prevalece en un país determinado y B con la estructura de derechos laborales. Por simplicidad asumimos que el entorno tecnológico y natural es constante. 
Suponga que los agentes del dominio A pueden elegir una regla entre dos opciones alternativas: A1 y A2 ; De manera similar, los agentes del dominio B pueden elegir una regla de B1 o B2 . Para simplificar, supongamos que todos los agentes en cada dominio tienen una función de pago idéntica ui = u(i ∈ C) o vj = v(j ∈ D) definida en sus propios conjuntos de opciones binarias, ya sea {A1; A2} o {B1; B2}, con otros conjuntos como conjunto de parámetros. Decimos que una “regla” (endógena) se institucionaliza en un dominio cuando se implementa como una elección de equilibrio de agentes en los dominios relevantes. 
Suponga que se cumplen las siguientes condiciones: 
{\displaystyle u(A^{1};B^{1})-u(A^{2};B^{1})\geq u(A^{1};B^{2})-u(A^{2};B^{2})}
{\displaystyle v(B^{2};A^{2})-v(B^{1};A^{2})\geq v(B^{2};A^{1})-v(B^{1};A^{1})}
para todo i y j . Estas últimas son las llamadas condiciones supermodulares (complementariedad). La primera condición implica que el beneficio "incremental" para los agentes en A al elegir A1 en lugar de A2 aumenta a medida que su entorno institucional en B es B1 en lugar de B2. La segunda condición implica que el beneficio incremental para los agentes en B al elegir B2 en lugar de B1 aumenta si su entorno institucional en A es A2 en lugar de A1. Tenga en cuenta que estas condiciones están relacionadas con la propiedad de los pagos incrementales con respecto a un cambio en el valor de un parámetro. No excluyen la posibilidad de que el nivel de rentabilidad de una regla sea estrictamente superior al de la otra para los agentes de uno o ambos dominios, independientemente de la elección de la regla en el otro dominio. En tal caso, las reglas preferidas se implementarán de manera autónoma en el dominio relevante, mientras que los agentes en el otro dominio elegirán la regla que maximice sus beneficios en respuesta a su entorno institucional. Entonces, el equilibrio del sistema que comprende A y B - y por lo tanto el arreglo institucional entre ellos - está determinado únicamente por una preferencia (tecnología). 
Sin embargo, también puede haber casos en los que ninguna regla domine a la otra en ninguno de los dominios en el sentido descrito anteriormente. Si es así, los agentes en ambos dominios deben tener en cuenta qué regla está institucionalizada en el otro dominio. Bajo la condición de supermodularidad puede haber dos equilibrios de Nash puros (arreglos institucionales) para el sistema que comprende A y B, a saber (A1; B1) y (A2; B2) . Cuando existen tales equilibrios múltiples, decimos que A1 y B1, así como A2 y B2, son “complementos institucionales”. 
Si existe complementariedad institucional, cada arreglo institucional se caracteriza como un equilibrio autosostenido donde ningún agente tiene una inventiva a desviar. En términos de bienestar, puede darse el caso de que los posibles arreglos institucionales generales no sean mutuamente comparables a modo Pareto, o que uno de ellos sea incluso un Pareto subóptimo respecto al otro. En estos casos, la historia es la fuerza principal que determina qué tipo de arreglos institucionales es probable que surjan, con la consecuencia de que son posibles resultados subóptimos. 
Supongamos, por ejemplo, que (A2; B2) es un arreglo institucional Pareto-superior en el que u(A2; B2) > u(A1; B1) v(B2; A2) > v(B1; A1) . Sin embargo, por alguna razón histórica, A1 se elige en el dominio A y se convierte en un entorno institucional para el dominio B. Frente a este entorno institucional, los agentes del dominio B reaccionarán correspondientemente eligiendo la razón B1. Así resultará el arreglo institucional Pareto-subóptimo (A1; B1) . Este es un caso de falla de coordinación en presencia de indivisibilidad. 
Obviamente, también puede haber casos en los que u(A2; B2) > u(A1; B1) pero v(B1; A1) > v(B2; A2) . Este es un caso en el que los dos arreglos institucionales viables no pueden clasificarse según Pareto. Los agentes exhiben conflicto de intereses en los dos equilibrios y el surgimiento de un arreglo institucional en oposición al otro puede depender de la distribución del poder de decisión. Si por alguna razón los agentes que eligen en el dominio A tienen el poder de seleccionar y hacer cumplir su regla preferida, el arreglo (A2; B2) es el resultado más probable. Alternativamente, los agentes que elijan en el dominio B obligarán a la sociedad a adoptar (B1; A1) .

## Aplicaciones
Ugo Pagano y Robert Rowthorn presentan una de las primeras contribuciones analíticas a la complementariedad institucional. En sus modelos, las elecciones tecnológicas toman como parámetros los acuerdos de derechos de propiedad, mientras que los segundos se hacen sobre la base de tecnologías dadas. Las complementariedades de las tecnologías y los derechos de propiedad crean dos conjuntos diferentes de equilibrios organizativos. Por ejemplo, los sólidos derechos de los propietarios del capital y una tecnología con una alta intensidad de capital específico y difícil de monitorear probablemente sean complementos institucionales y definan un posible equilibrio organizacional. Sin embargo, también los fuertes derechos de los trabajadores y una tecnología caracterizada por una alta intensidad de trabajo altamente específico pueden ser complementos institucionales y definir un equilibrio organizacional alternativo. El enfoque de los equilibrios organizacionales integra el enfoque de Oliver Williamson, que ha señalado la influencia de la tecnología en los derechos y las salvaguardas, y las opiniones de los economistas radicales, que han enfatizado la dirección opuesta de la causalidad. Las complementariedades existentes en los diferentes equilibrios organizacionales integran ambas direcciones de causalidad en un solo marco analítico. Se ha utilizado un enfoque similar para explicar la diversidad organizacional en industrias intensivas en conocimiento, como el software.
Las complementariedades institucionales caracterizan también las relaciones entre propiedad intelectual e inversiones en capital humano. Las empresas que poseen gran parte de la propiedad intelectual disfrutan de una protección para sus inversiones en capital humano, lo que a su vez favorece la adquisición de propiedad intelectual adicional. Por el contrario, otras empresas pueden encontrarse en un círculo vicioso donde la falta de propiedad intelectual inhibe el incentivo para invertir en capital humano y los bajos niveles de inversión en capital humano implican que se adquiere poca o ninguna propiedad intelectual.
También se han adoptado enfoques menos formales de las complementariedades institucionales. En su contribución fundamental, Peter A. Hall y David Soskice desarrollan un amplio marco teórico para estudiar las complementariedades institucionales que caracterizan las diferentes variedades del capitalismo . Con un enfoque específico en las instituciones de la economía política, los autores desarrollan un enfoque centrado en el actor para comprender las similitudes y diferencias institucionales entre las economías desarrolladas. Las variedades de enfoque del capitalismo han inspirado un gran número de aplicaciones en el campo de la economía política. Para dar algunos ejemplos, Robert Franzese y Martin Höpner investigan las implicaciones para las relaciones laborales ; Margarita Estévez-Abe, Torben Iversen y David Soskice utilizan el enfoque para analizar la protección social; Orfeo Fioretos considera las relaciones políticas, las negociaciones internacionales y los intereses nacionales; Peter A. Hall y Daniel W. Gingerich estudian la relación entre las relaciones laborales, el gobierno corporativo y las tasas de crecimiento económico; Bruno Amable analiza las implicaciones de la complementariedad institucional para los sistemas sociales de innovación y producción. 
Además de la variedad institucional, la noción de complementariedad institucional también ha motivado estudios sobre cambio institucional. En estos trabajos la complementariedad institucional se presenta a menudo como un factor conservador, que aumenta la estabilidad del equilibrio institucional. En presencia de complementariedad institucional, el cambio requiere la variación simultánea de diferentes dominios institucionales, lo que a su vez exige una alta coordinación entre los actores involucrados. En algún momento, las propias instituciones pueden actuar como recursos para nuevos cursos de acción que (de manera incremental) favorezcan el cambio.
Junto a las contribuciones sobre los distintos modelos de capitalismo, el concepto de complementariedad institucional ha encontrado aplicación también en otros dominios de análisis. Masahiko Aoki, por ejemplo, estudia el rol de la complementariedad institucional en las arquitecturas de gobierno corporativo contingentes. Mathias Siems y Simon Deakin se basan en un enfoque de complementariedad institucional para investigar las diferencias en las leyes comerciales que rigen en varios países. Francesca Gagliardi defiende una relación de complementariedad institucional entre las instituciones bancarias locales y las empresas cooperativas en Italia. Andrea Bonaccorsi y Grid Thoma, finalmente, utilizan la idea de complementariedad institucional para investigar el desempeño inventivo en nano ciencia y tecnología.